# Karma Gön
Pour les articles homonymes, voir Karma (homonymie).
Le  monastère de Karma ou Karma Gön (tibétain : ཀརྨ་དགོན, Wylie : karma dgon, THL : karma gön ; chinois simplifié : 噶玛寺 ; chinois traditionnel : 噶瑪寺 ; pinyin : gámă sì), aussi appelé Karma Dansa, (tibétain : ཀརྨ་གདན་ས, Wylie : karma gdan sa, 噶玛丹萨寺 / 噶瑪丹薩寺, gámă dānsà sì), est un monastère de l’école Karma Kagyu du bouddhisme tibétain. Le monastère est situé à une altitude de 3 800 m à environ 120 km au nord de la ville-préfecture de Chamdo à proximité du Dza Chu (Mékong) non loin de Nangchen, dans le Canton de karma (zh) (嘎玛乡), district de Karuo, à l'Est de la région autonome du Tibet. Il fut fondé en 1147, ou, selon d’autres sources, en 1184, par le 1er Karmapa  Chödzin Gemphel Düsum Khyenpa (chos ‘dzin dge ‘phel dus gsum mkhyen pa) dans l'ancienne province tibétaine du Kham. Par la suite, Düsum Khyenpa transféra son siège principal près de Lhassa au monastère de Tsourphou, resté le siège au Tibet central du Karmapa.

## Histoire
Un grand Tertön, Chogyur Lingpa, visitant le monastère de Karma à Nangchen à l´Est du Tibet, eut de Padmasambhava la vision prophétique (Vision de Chogyur Dechen Lingpa) des 21 incarnations du Karmapa,. Chogyur Dechen Lingpa a décrit sa vision à Karmai Khenchen Rinchen Tarjay, abbé du monastère de Karma, qui a demandé à des artistes de la représenter en peinture murale du monastère, tandis qu'il l'a figuré sur un thangka. Des disciples de Chogyur Lingpa ont consigné la description de leur maître par écrit.
En dépit des destructions de la révolution culturelle, au moins le complexe de bâtiments, ainsi que le hall principal de la tombe des reliques de certains lamas furent préservés dont le stupa de Düsum Khyenpa, ainsi que celui où les restes d'un Taï Sitou Rinpoché se trouvent,.
Dans le monastère, en grande partie reconstruit, vivent aujourd'hui en permanence quelque 200 moines, tandis que 500 sont en étroite collaboration avec lui.
Tenzin Phuntsok, un ancien moine du monastère de Karma et âgé de 46 ans s'immole le 1er décembre et meurt le 6 décembre 2011 à Chamdo, dans la région autonome du Tibet,.
Selon Tendar Tsering, citant un exilé tibétain, en mai 2012, les autorités chinoises, reprenant les méthodes de la révolution culturelle, ont forcé les moines du monastère de Karma à quitter l'habit monastique et renforcé les mesures de sécurité dans le monastère. Des responsables chinois et le personnel de sécurité en nombre ont procédé à une campagne de rééducation patriotique. Forcé de dénoncer le dalaï-lama, de nombreux moines ont fui le monastère. Bien qu'aucune victime n'ait été signalée dans un attentat à la bombe visant un bâtiment municipal en octobre 2011, les autorités locales chinoises avaient porté leurs soupçons sur le monastère. Le monastère avait été fermé et des restrictions avaient été imposées aux moines, entraînant l'arrestation de 70 d'entre eux, tandis que plus de 40 se seraient échappés dans les collines. Selon Tsering Tsomo, le directeur du Centre tibétain pour les droits de l'homme et la démocratie, une ONG tibétaine en exil, le monastère avait initialement plus de 300 moines, mais il en reste très peu à présent.